# Observatorio de palabras
El Observatorio de Palabras es un repositorio digital de la Real Academia Española (RAE) que ofrece información sobre palabras o acepciones de palabras y expresiones que no aparecen en el Diccionario de la Lengua Española (DLE), pero que han generado dudas en cuanto a su uso, tales como neologismos, extranjerismos, tecnicismos, regionalismos, etc. La información mostrada en el observatorio es provisional al no estar contemplada en las obras académicas, por lo que puede verse modificada y cambiar con el paso del tiempo. Según la RAE, la presencia de un término en el observatorio de palabras no implica que se acepte su uso. Fue presentada en octubre de 2020 como una nueva característica del sitio web oficial de la RAE y creada con el objetivo de aclarar las dudas sobre el uso de palabras que no están recogidas en el DLE pero que podrían ser propuestas para su inclusión al diccionario en el futuro.

## Controversias

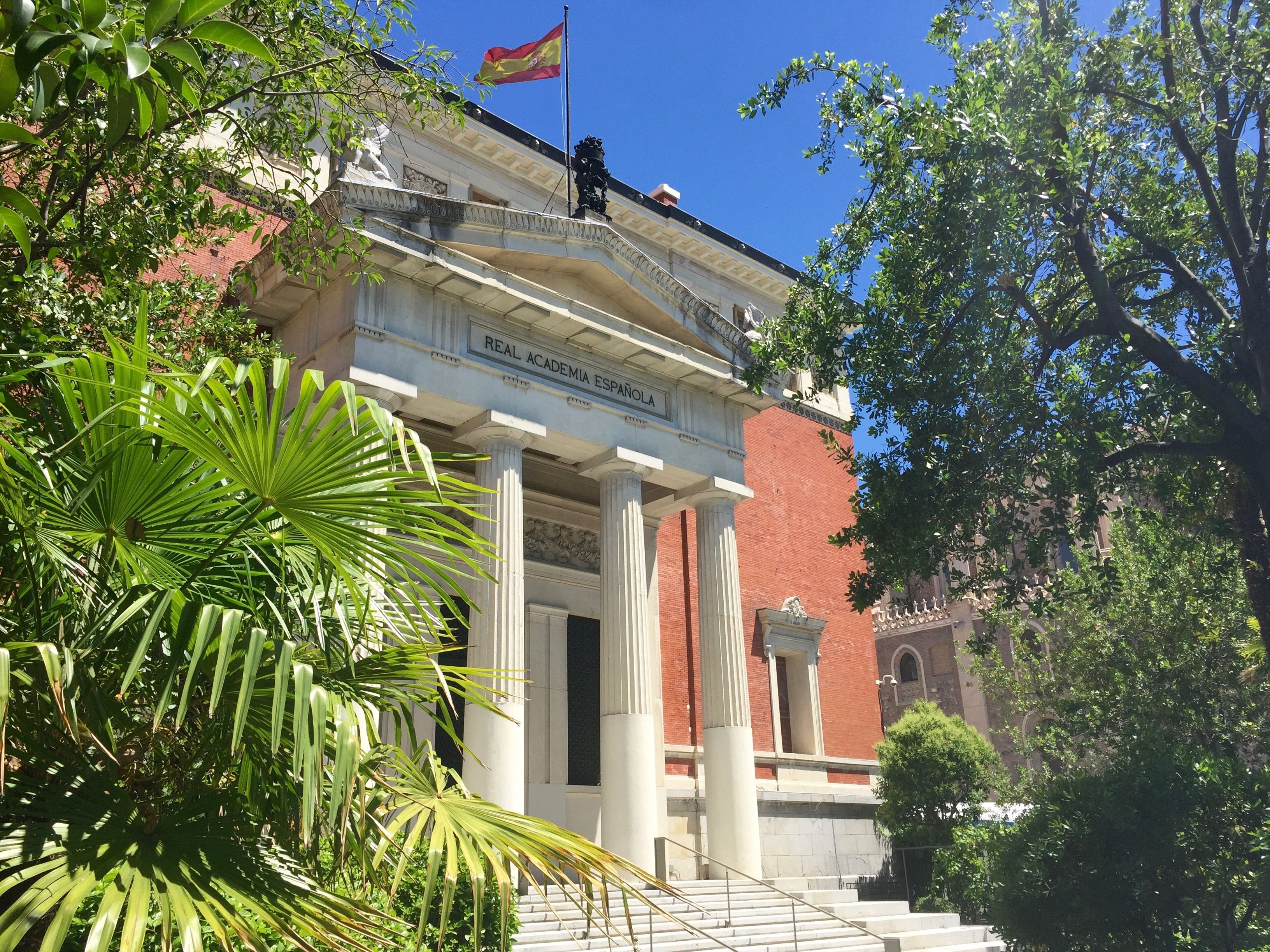
En octubre de 2020, la Real Academia Española incorporó «elle» dentro de su Observatorio de palabras, retirándolo días después.

El 27 de octubre de 2020, la (RAE) incorporó el pronombre «elle» en su Observatorio de palabras
 En dicha sección, la RAE definió «elle» de la siguiente manera:

El pronombre elle es un recurso creado y promovido en determinados ámbitos para aludir a quienes puedan no sentirse identificados con ninguno [de] los dos géneros tradicionalmente existentes. Su uso no está generalizado ni asentado.
Se recoge el uso de elle como nombre del dígrafo ll en el DLE.

Pese a las indicaciones respecto a las características del Observatorio de palabras, la inclusión del término «elle» generó bastante discusión y confusión. Días más tarde, la RAE decidió retirar la palabra para evitar confusiones respecto a que esta hubiese sido oficializada. Al respecto, la institución declaró: «Cuando se difunda ampliamente el funcionamiento y cometido de esta sección, se volverá a valorar».